# Creu patent
Creu patent o Creu pàtea com se la denomina de vegades, és aquella creu en què els braços s'estrenyen en arribar al centre i s'eixamplen en els extrems.

El seu nom prové en heràldica del francès croix pattée per la semblança dels braços d'aquest mena amb les potes.
En heràldica, va estar utilitzada pels Cavallers Teutònics com el seu emblema, i era una creu negra sobre fons blanc. Més tard va ser associada a Prússia i a l'Imperi Alemany de 1871 a 1918. Els militars alemanys van continuar utilitzant aquesta creu després de 1918. Una versió de la Creu de Ferro actualment es fa servir a l'exèrcit alemany com a símbol propi i apareix pintada en avions i vehicles militars.
A la patent de vegades també se l'associa amb els Cavallers Templers, encara que tal com passa amb els cavallers teutònics no va ser usada de forma sistemàtica. Els templers van adoptar una creu vermella sobre les seves vestimentes el 1147, però sense tenir un estil específic designat, ja que diferents templers usaven diferents versions de la creu.
Tanmateix, algunes modernes organitzacions francmaçones utilitzen la creu patent i poden causar confusió amb algunes de les versions utilitzades per l'Orde dels Cavallers Templers. Una altra confusió es produeix amb la creu de l'Orde de Crist que va ser utilitzada pels navegants portuguesos durant el segle xv.
Aquesta creu també es col·loca davant del nom d'un bisbe que emet l'imprimatur o a determinats mapes, assenyalant el lloc on es troba una localització cristiana.
La patents és emblemàtica de la regió geogràfica del Vexin, al nord-oest de França, on es troba a nombroses fites i creus monumentals.
Algunes variants de les patents:

Amb braços en forma còncava, és la forma que posseeix la Creu de Ferro
Amb petita curvatura, anomenada també "Creu patent afinada" o "Creu del Temple"
Amb braços triangulars que es tanquen sobre si mateixos omplint gairebé el quadrat, anomenada també "Creu patent amb els braços estesos"
Amb braços acabats en corba convexa, anomenada també "Creu patent allisada i arrodonida"